# Gutweiler

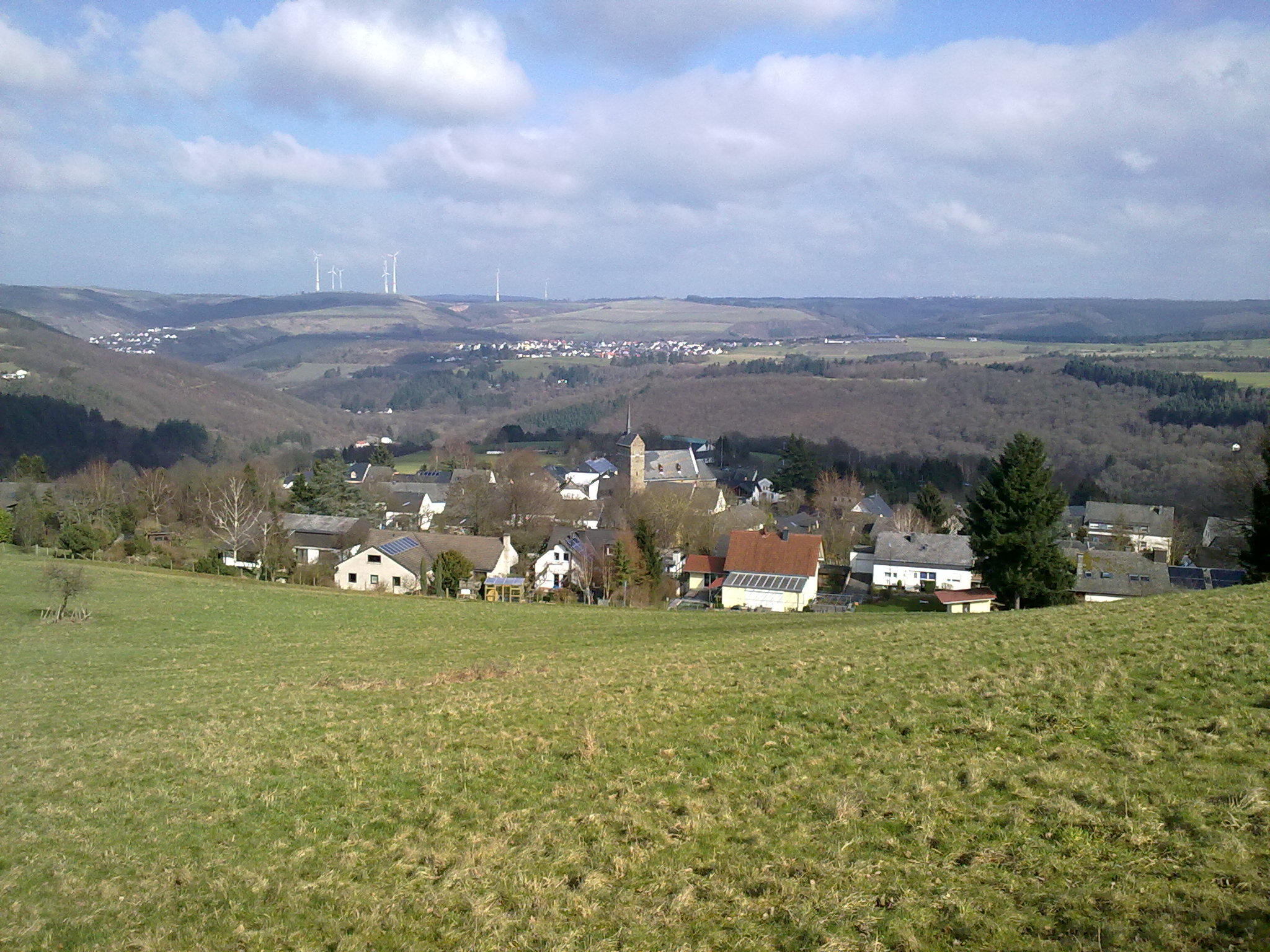
Gutweiler von Westen gesehen

Gutweiler an der Ruwer ist eine Ortsgemeinde im Landkreis Trier-Saarburg in Rheinland-Pfalz. Sie gehört der Verbandsgemeinde Ruwer an, die ihren Verwaltungssitz in Waldrach hat. Der Ort liegt im moselfränkischen Sprachraum.

## Geographie
Gutweiler liegt in Hanglage im mittleren Ruwertal bei Trier.
Zu Gutweiler gehört auch der Wohnplatz Romika. Dabei handelt es sich um die Anteile der Gemeinde am Gewerbegebiet Gusterath-Tal.
Nachbarorte sind Korlingen im Norden, Morscheid im Nordosten, Sommerau im Osten, der Schöndorfer Ortsteil Lonzenburg im Süden und Gusterath im Südwesten.

## Geschichte
Der älteste gesicherte urkundliche Nachweis über den Ort Gutweiler stammt aus dem Jahr 1098, als Kaiser Heinrich IV. dem Trierer Erzbischof Engelbert seine Rechte an 57 verschiedenen Ortschaften, darunter auch Gudewilre, bestätigt. Bei einer älteren Urkunde aus dem Jahr 980, in welcher ein Ort Wilre genannt wird, ist der Bezug zu Gutweiler noch nicht hinreichend gesichert.
Das Linke Rheinufer wurde 1794 im ersten Koalitionskrieg von französischen Revolutionstruppen besetzt. Von 1798 bis 1814 war Gutweiler ein Teil der Französischen Republik (bis 1804) und anschließend des Französischen Kaiserreichs, zugehörig dem Saardepartement. Auf dem Wiener Kongress (1815) kam die gesamte Region nach der Niederlage Napoleons an das Königreich Preußen.
Nach dem Ersten Weltkrieg gehörte das gesamte Gebiet zum französischen Teil der Alliierten Rheinlandbesetzung. Nach dem Zweiten Weltkrieg wurde Gutweiler innerhalb der französischen Besatzungszone Teil des damals neu gebildeten Landes Rheinland-Pfalz.

## Politik

### Gemeinderat
Der Ortsgemeinderat in Gutweiler besteht aus zwölf Ratsmitgliedern, die bei der Kommunalwahl am 9. Juni 2024 in einer personalisierten Verhältniswahl gewählt wurden, und dem ehrenamtlichen Ortsbürgermeister als Vorsitzendem.
Die Sitzverteilung im Ortsgemeinderat:
| Wahl | SPD | CDU | FLM (*) | Gesamt   |
| ---- | --- | --- | ------- | -------- |
| 2024 | –   | 4   | 8       | 12 Sitze |
| 2019 | 1   | 4   | 7       | 12 Sitze |
| 2014 | 1   | 4   | 7       | 12 Sitze |
| 2009 | 4   | 8   | –       | 12 Sitze |
| 2004 | 3   | 9   | –       | 12 Sitze |

### Bürgermeister
Ralph Biedinger wurde am 3. Juli 2019 Ortsbürgermeister von Gutweiler.  Bei der Direktwahl am 26. Mai 2019 war er mit einem Stimmenanteil von 54,96 % gewählt worden. Bei der Direktwahl am 9. Juni 2024 wurde er als einziger Bewerber mit 76,1 % für weitere fünf Jahre wiedergewählt.
Seit 1986 stand Günter Jakobs (* 18. Juni 1942, † 25. September 2022) (CDU) der Gemeinde als Ortsbürgermeister vor. Mit Ablauf des 30. April 2018 legte Jakobs das Amt nieder. Sein Vorgänger Franz Meier (* 10. April 1922, † 4. Dezember 2004) hatte dieses Amt 33 Jahre lang ausgeübt.

### Wappen
| Wappen von Gutweiler | Blasonierung: „Von Silber vor Rot gespalten, vorn das durchgehende, rote kurtrierische Kreuz, hinten ein silberner Schlangenstab.“ |
| Wappen von Gutweiler | Wappenbegründung: Bis zum Ende der Feudalzeit, um 1800, gehörte Gutweiler zum Kurfürstentum Trier. Als Hinweis auf diese jahrhundertelange Landeszugehörigkeit steht im ersten Feld des Gemeindewappens das kurtrierische Kreuz. Seit alters her sind Patrone der Kirche und Gemeinde Gutweiler die Heiligen Cosmas und Damian. Sie führen als Attribut einen Schlangenstab. Im zweiten Feld ist die Schlange als Zeichen der Ortspatrone aufgenommen. |

## Sehenswürdigkeiten

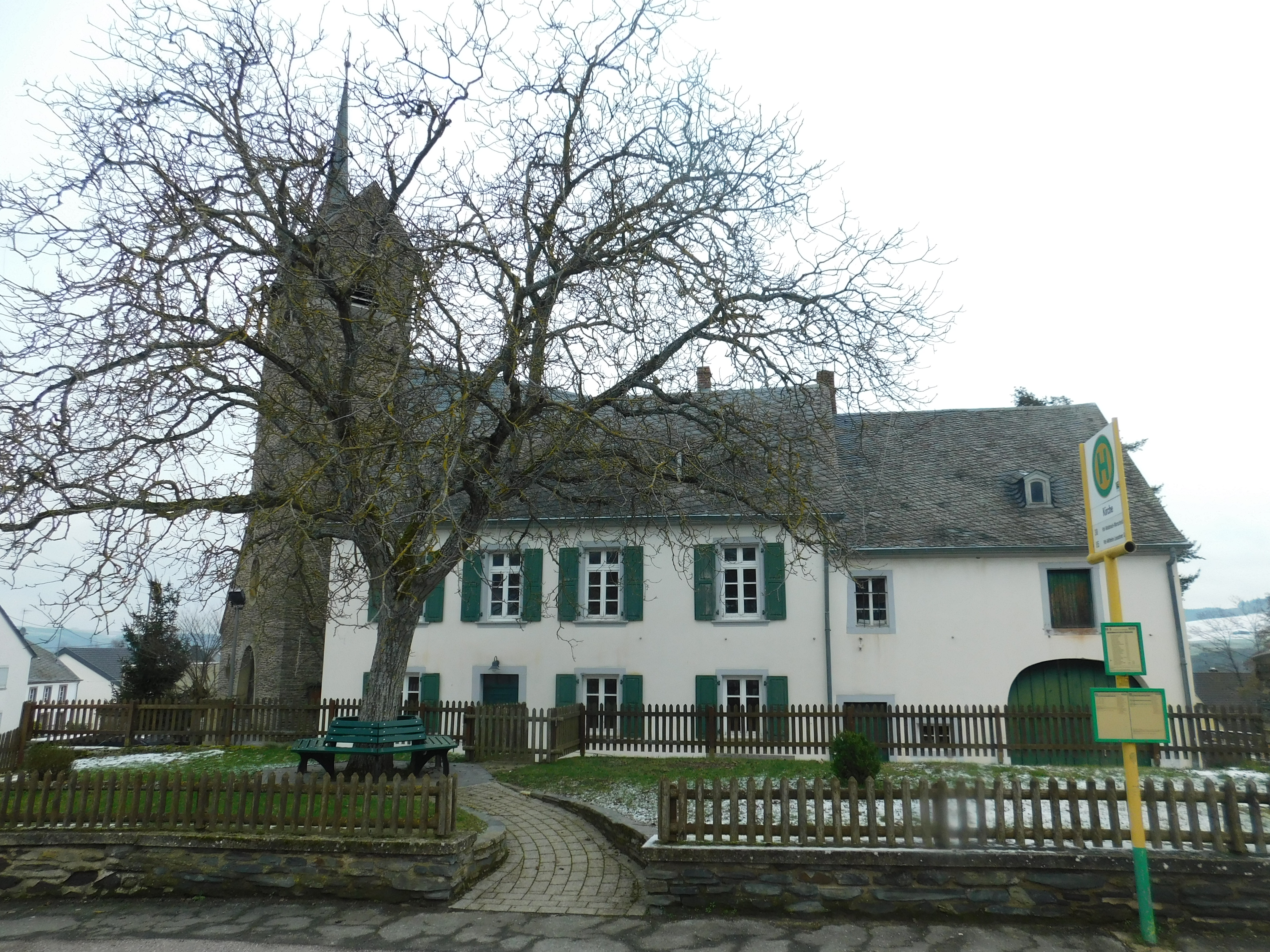
Pfarrhaus und Pfarrkirche Gutweiler

Ortsbildprägend sind vor allem die denkmalgeschützte katholische Kirche sowie das angegliederte Pfarrhaus.

### Katholische Kirche St. Cosmas und Damian
Die Kirche St. Cosmas und Damian wurde 1895 im neugotischen Stil erbaut. Architekt war Eberhard Lamberty aus Trier, der ausführende Baumeister Peter Ambré aus Waldrach. Der Grundstein vom 10. Juni 1895 ist in der Außenmauer eingelassen. 1898 wurde die Kirche eingeweiht. Der schlichte Saalbau mit drei Fensterachsen ersetzte die baufällig gewordene alte Kapelle. 1953 wurde nach Plänen des Architekten Gerold Dietrich aus Trier ein 22 m hoher Kirchturm als Querbau zum Kirchenschiff errichtet, der auch als Eingangshalle dient, nachdem der ursprüngliche achteckige Turmaufsatz 1949 abgerissen werden musste. Das neugotische Säulenportal blieb erhalten. Der Turm ist das Wahrzeichen des Ortes Gutweiler.
In der Kirche befindet sich ein Votivaltar aus Stein, der 1634 von Dekan Dr. Johannes Binsfelt gestiftet wurde, und zwei in den Seitennischen stehende Steinfiguren der Heiligen Cosmas und Damian aus grauem Sandstein aus dem 17. Jahrhundert. Von der reichen Innenausstattung der Bauzeit existieren heute nur noch die Kanzel mit den geschnitzten Reliefs der Evangelisten, die 1902 angeschaffte Orgel mit dem neugotischen Orgelgehäuse und die Kirchenbänke.

## Vereine und Einrichtungen
- Freiwillige Feuerwehr Gutweiler, gegründet 1928, mit der Jugendfeuerwehr Gutweiler/Korlingen, gegründet 1999
- Sportverein Gutweiler, gegründet 1969, bestehend aus den Abteilungen Fußball, Tennis, Volleyball, 2. Weg und Gymnastik
- Altenberghalle

## Wirtschaft und Infrastruktur
Teilweise auf dem Gebiet der Ortsgemeinde Gutweiler befindet sich das Gewerbegebiet Gusterath-Tal.
Gutweiler liegt an den Kreisstraßen 57 und 64. Der Ort verfügt über eine kommunale Kindertagesstätte für Kinder aus Gutweiler, Korlingen und Sommerau.

## Persönlichkeiten
Mit dem Bundesverdienstkreuz am Bande wurden geehrt:
- Günter Jakobs (1942–2022), 2003. Weitere Auszeichnung (2010) mit der Freiherr-vom-Stein-Plakette. Bereits im Jahr 1984 wurde ihm die Ehrennadel des Landes Rheinland-Pfalz verliehen.
- Siegfried Kinzig (1940–2013), 2010
- Lydia Kinzig, 2015
- Ortwin Neuschwander, 2023

## Ehrenbürger
Im Jahr 2019 wurde Günter Jakobs (1942–2022) zum ersten Ehrenbürger seiner Heimatgemeinde ernannt.